# Twin Famicom
La Twin Famicom (ツインファミコン) a été produite par Sharp Corporation de 1986 jusqu'à 1988, et n'est sortie qu'au Japon. C'est une console, licenciée par Nintendo, qui est globalement considérée comme une machine combinant la Famicom et la Famicom Disk System (FDS). Son prix était de 32 000 yen.

## Vue d'ensemble
Les éléments de base de la Twin Famicom incluent un lecteur de 60 broches pour les cartouches Famicom, une fente pour les disquettes de FDS, un interrupteur situé juste en dessous du lecteur de cartouches qui permet au joueur de choisir entre "Cartouche (カセット)" ou "Disquette (ディスク)", le bouton Power, le bouton Reset et les boutons d'éjection. La manette numéro 2 possède un micro, comme sur la Famicom. Les disquettes de FDS peuvent être retirées en appuyant sur le bouton jaune qui se trouve en dessous de la fente pour les disquettes. Le mécanisme qu'il emploie est similaire à ceux qui sont utilisés dans les lecteurs de disquettes modernes. Le bouton d'éjection des cartouches est situé entre les boutons Power et Reset. Il provoque un "pop" à la sortie d'une cartouche, un peu comme le son que font les tranches de pain lorsqu'elles sortent d'un grille-pain. Ce trait caractéristique de la Twin Famicom fait qu'elle est parfois considérée comme un "grille-pain" parmi les consoles de jeux vidéo.
Le système ne permet pas d'utiliser les deux ports (port cartouche et port disquette) en même temps. L'interrupteur qui change de mode de la disquette vers la cartouche fonctionne de telle manière qu'en choisissant d'utiliser le lecteur de cartouches il bloquera le lecteur de disquettes, et vice versa. Toutefois, dans certains systèmes, seul le port cartouche sera bloqué, mais il est impossible de changer vers le mode cartouche quand la disquette est en train d'être lue.

### Spécifications[2]
- Microprocesseur : Synertek 6502A
- RAM : 2 Ko, 32 Ko de mémoire vidéo + 8 Ko supplémentaires en mode disquette
- ROM : Cartouches de jeux + Disquettes 2.8pouces
- Capacités sonores : 5 voix sonores : deux générateurs de signal carré, un générateur de signal triangle, un générateur de bruit blanc, une voix PWM (Pulse Width Modulation), une voix FM supplémentaire en mode disquette
- Capacités graphiques : 256x224 points en 16 couleurs parmi 52, 64 sprites simultanés de 8x8 ou 8x16 points, scrolling câblé (briques de 8x8 points)

## Caractéristiques

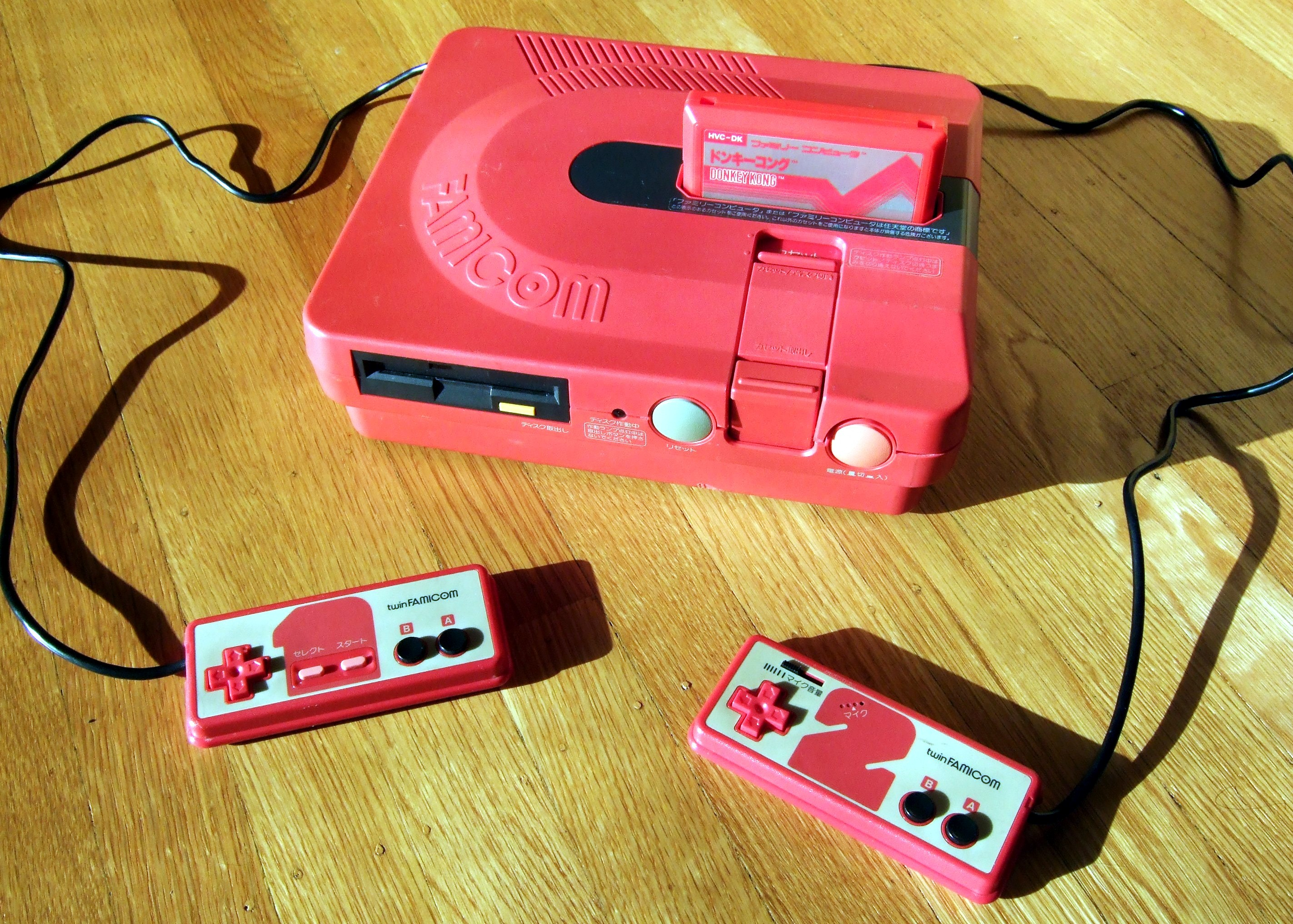
Version rouge avec parties noires de la Twin Famicom

Outre le fait qu'elle rassemble deux appareils de jeux vidéo dans une seule machine, la Twin Famicom possède quelques fonctionnalités supplémentaires. Elle a un port (comme la Famicom) qui permet à des jeux comme Moero TwinBee de supporter plus de joueurs que les deux joueurs habituels et auquel la version correspondante du NES Zapper peut être connecté. Il y a également un autre port d'une forme légèrement différente pour connecter une autre Famicom via l'unité de RAM noire qui vient avec la Famicom Disk System standard. Cela permet à une autre Famicom d'utiliser le lecteur de disquettes de la Twin Famicom.
Un autre trait particulier de la console est sa couleur. Alors que la plupart des Famicom classiques sont d'une familière combinaison rouge et blanche, la Twin Famicom a été vendue en deux couleurs : rouge avec des parties noires (AN-500R), et noir avec des parties rouges (AN-500B).  Il existe également une version rééditée avec un design légèrement différent, des manettes turbo, et différentes combinaisons de couleur, noir avec des parties vertes (AN-505-BK) et rouge (orangé, couleur légèrement différente de la première version rouge) avec des parties bleues ou grises (AN-505-RD).